# 朝倉海音
朝倉 海音（あさくら みお、1983年11月5日 - ）は、日本の元AV女優。

## 略歴
2002年12月に『ピュアinハート MIO』でAVデビュー。
2004年頃に引退。

## 出演作品
2002年
- ピュアinハート MIO（12月17日、クリスタル映像） ※デビュー作

2003年
- スキモノな妖精（1月23日、クリスタル映像）
- 朝倉海音の ねぇ、Hしよっ♥（2月13日、クリスタル映像）
- GOGOハレンチ娘（3月15日、シー・ツー・コーポレーション）
- ぶっかけアイドル（4月18日、アリスJAPAN）
- 朝倉海音 Re-MIX スペシャル（5月30日、クリスタル映像） ※総集編
- 鬼畜学園 生贄新任女教師（9月5日、ヒビノ）
- ごっきゅん Princess Disc.2（9月5日、ナチュラルハイ）
- 好色一家・新妻陵辱（10月4日、ヒビノ）
- 使い捨てM奴隷 2（11月1日、MOODYZ）
- 朝倉海音と変態家族（11月6日、DASH）
- やりすて玩具（11月6日、ディープス）
- GO!GO!マグロ君（11月6日、ナチュラルハイ）他出演:春菜まい、春日みゆき、野原りん
- 朝倉海音のブルセラソープ嬢（11月28日、オブテインフューチャー）
- 朝倉海音と学校でしようよ!（12月5日、GLAY'z）
- 朝倉海音 4時間（12月18日、ケイ・エム・プロデュース）
- 完全攻略 13（12月19日、ケイ・エム・プロデュース）

2004年
- あゆっちゃおっかな～。 3（1月23日、ケイ・エム・プロデュース）
- 極乱（2月6日、GLAY'z）
- おんなのこのおなにー 6（9月23日、ディープス）他多数出演

2005年
- あの人気アイドル朝倉海音ちゃんの顔射 vs AV初出演の桜井真由ちゃん（3月16日、素人倶楽部）他出演:桜井真由
- 完全撮りおろしスーパースター4時間SPECIAL 2（4月22日、ケイ・エム・プロデュース）他出演:早坂ひとみ、紋舞らん、如月カレン、神谷姫、nao.、杉浦美由、中島京子、沢口あすか、上原深雪、美里かすみ、星野桃